# Wiercień Duży
Wiercień Duży – wieś w Polsce położona w województwie podlaskim, w powiecie siemiatyckim, w gminie Siemiatycze.
Wieś położona około 9 kilometrów na północ od Siemiatycz, nieopodal drogi krajowej nr 19.
W latach 1975−1998 miejscowość administracyjnie należała do województwa białostockiego.
Wierni kościoła rzymskokatolickiego należą do parafii Trójcy Przenajświętszej w Dziadkowicach.